# Kenzō Tange

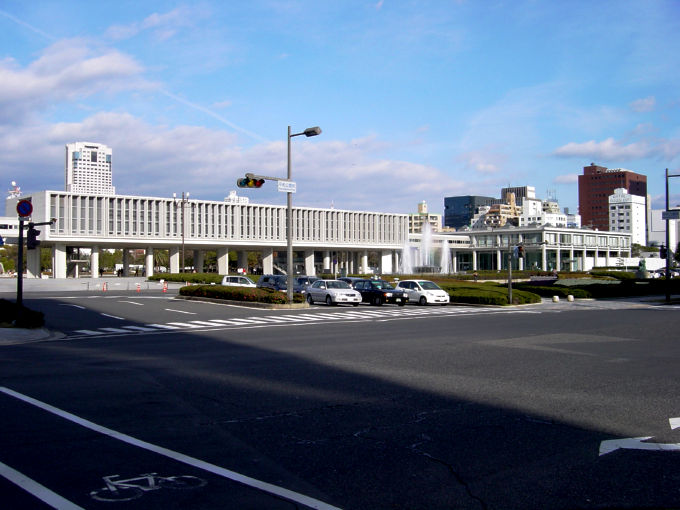
Muzeum Pokoju w Hiroszimie

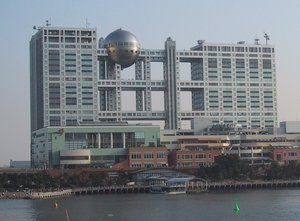
Siedziba telewizji Fuji

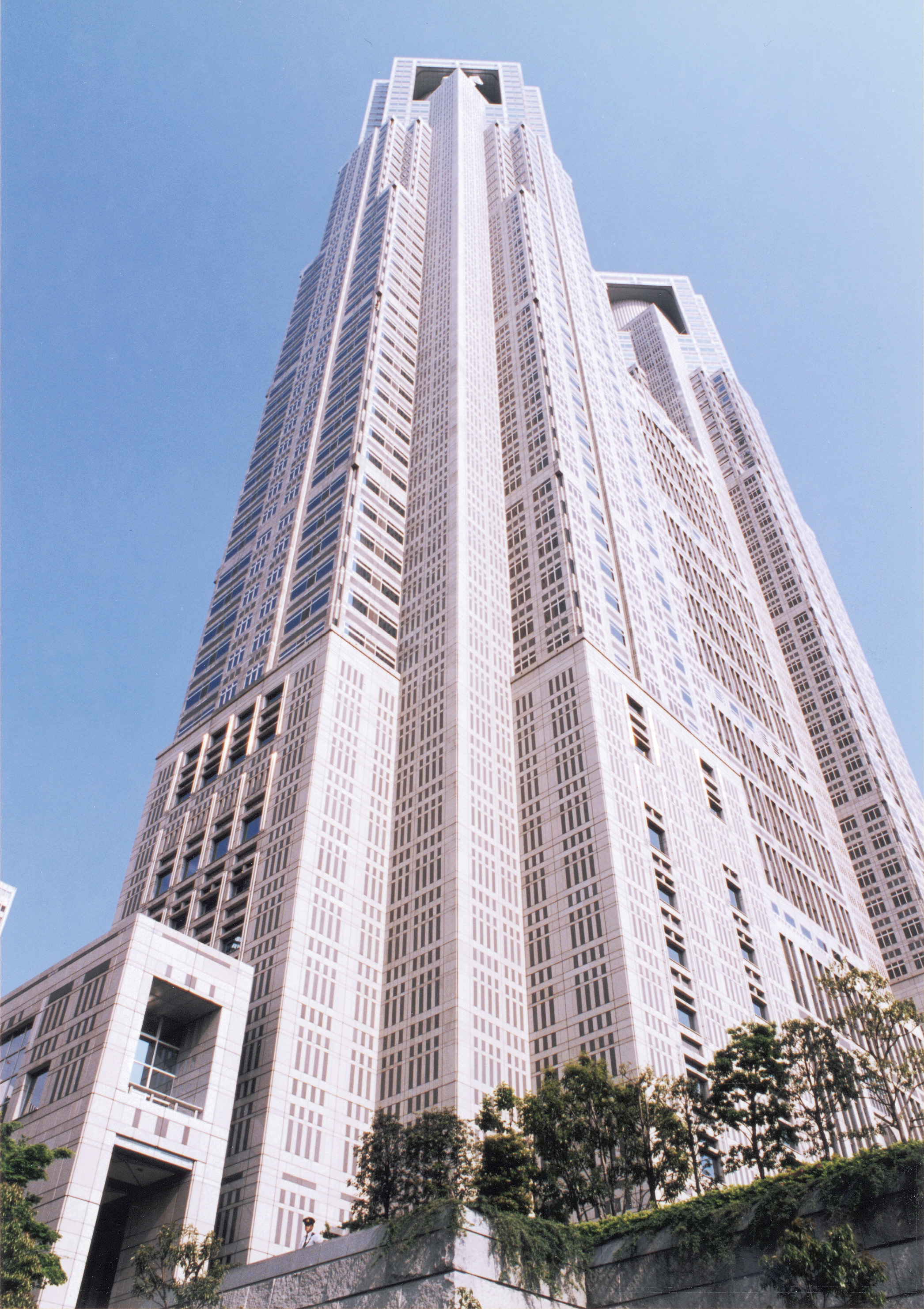
Siedziba władz Tokio

Kenzō Tange (jap. 丹下 健三 Tange Kenzō; ur. 4 września 1913 w Sakai, zm. 22 marca 2005 w Tokio) – japoński architekt modernizmu i postmodernizmu, działający na całym świecie, laureat Nagrody Pritzkera w 1987.

## Młodość
Dzieciństwo spędził w Imabari na wyspie Sikoku. Od 1935 studiował w Tokio, a w 1938 otrzymał nagrodę Tatsuno za swoją pracę dyplomową.
Swoją pracę rozpoczął w biurze Kunio Maekawy, byłego współpracownika Le Corbusiera. Od 1946 działał samodzielnie i pracował na Uniwersytecie Tokijskim.

## Kariera
W latach 50. XX wieku Kenzō Tange stał się znany dzięki swojemu projektowi Muzeum Pokoju w Hiroszimie. Połączył tam prostotę stylu międzynarodowego ze zbieżnymi z nim tendencjami tradycyjnej architektury japońskiej. Wkrótce powstały w całej Japonii liczne ratusze, biurowce i hale sportowe jego projektu.
W 1960 przedstawił w swoim Planie dla Tokio pomysł niekonwencjonalnej rozbudowy stolicy ponad taflą wody Zatoki Tokijskiej. Ciasna przestrzeń stolicy miała zostać rozszerzona o sztuczne wyspy, mosty i pływające parkingi. Projekt ten miał znaczny wpływ na rozwój grupy Metabolism. Również projekt odbudowy zniszczonego w trzęsieniu ziemi miasta Skopje odziedziczył z niego pewne elementy.
Światową sławę zdobył Tange dzięki obiektom olimpiady w Tokio, pokazywanym przez telewizję na całym świecie, a także późniejszej wystawie światowej. Został też profesorem urbanistyki Uniwersytetu Tokijskiego. Tange budował w ponad 20 krajach, m.in. rozbudował pałac Saudów w Dżuddzie i muzeum w Minneapolis. Został laureatem Nagrody Asahi za 1964 rok. W 1975 otrzymał niemieckie odznaczenie Pour le Mérite w dziedzinie nauki i sztuki, w 1980 Order Kultury, a w 1987 Nagrodę Pritzkera. Zmarł w 2005 na serce.

## Główne dzieła

### Projekty architektoniczne
- Muzeum Pokoju w Hiroszimie, 1949-1956
- biblioteka Tsuda College w Tokio, 1953-1954
- katedra Najświętszej Marii Panny w Tokio, 1955
- zarząd prefektury Kagawa w Takamatsu, 1955-1958
- ratusz w Imabari, 1959
- hale igrzysk olimpijskich w Tokio, 1964
- centrum kongresowe w Kioto, 1964-1965
- OUB Building w Singapurze, 1986 – najwyższy wieżowiec miasta (280 m wysokości, 60 pięter)
- gmach zarządu Metropolii Tokijskiej, 1991 – do 1993 najwyższy budynek Japonii (243 m wysokości)
- budynek Telewizji Fuji Tokio, 1994

### Projekty urbanistyczne
- projekt urbanistyczny Tokio, 1960
- projekt urbanistyczny Skopje, 1965
- dzielnica Fiera w Bolonii, 1967
- wystawa światowa w Osace, 1970 – kierownictwo zespołu planistycznego, również projekt zadaszenia placu Expo '70
- stolica Nigerii – Abudża, projekt 1976